# Kromofobi
Kromofobi (av grekiska chromos, "färg" och fobi, "rädsla för") betyder rädsla för färg eller färger. Termen existerar inte som formell medicinsk diagnos och används huvudsakligen i överförd betydelse.
I debatten om det offentliga rummet förekommer ibland argument och reaktioner som av exempelvis graffitins förespråkare tolkas som kromofobi – som "färg på fel plats"; fel plats då definierad av graffitins motståndare som alla platser.
Den tecknade filmen Chromophobia gjordes av Raoul Servais år 1965. Handlingen utgörs av att en grå armé invaderar det färgrika landet för att upprätta sin svartvita diktatur över invånarna där. Filmen har fått ett stort antal utmärkelser genom åren.